# NixOS
NixOS je linuxová distribuce, která jako svůj správce balíčků používá Nix a pro svou konfiguraci používá deklarativní programování. Je k dispozici pro architektury x86, x86-64, Armv7 a AArch64.
K roku 2024 se NixOS dlouhodobě pohyboval kolem dvacátého místa na žebříčku popularity linuxových distribucí DistroWatch.

## Dějiny
Nix coby správce balíčků začal psát nizozemský softwarový inženýr Eelco Dolstra v roce 2003 jako výzkumný projekt. Cílem mělo být najít lepší řešení pro obvyklé problémy spojené s nasazováním softwaru. V roce 2006 na Nix navázal nizozemský vývojář Armijn Hemel, který vytvořil NixOS v rámci své diplomové práce. V roce 2015 byla pro podporu a rozvoj systému založena nadace.

## Podobné systémy
Podobným systémem je GuixSD, který je postavený na balíčkovacím systému GNU Guix inspirovaném Nixem. Tento systém je vyvíjen v rámci projektu GNU a klade větší důraz na svobodný software.